# Razarač klase Zumwalt
Razarač klase Zumwalt klasa je od tri razarača Ratne mornarice Sjedinjenih Američkih Država s navođenim projektilima. Osmišljeni su kao nevidljivi brodovi s fokusom na kopneni napad s primarnom ulogom pomorske vatrene potpore i sekundarnom ulogom površinskog i protuzračnog ratovanja. Dizajn klase proizašao je iz programa DD-21 razarača za kopnene napade i trebao je preuzeti ulogu bojnih brodova u ispunjavanju misije Kongresa SAD-a za pomorsku vatrenu potporu. Brod je dizajniran oko svoja dva napredna topovska sustava (AGS), kupolama sa spremnicima od 920 metaka i jedinstvenim streljivom za projektile dugog dometa. Nabava streljiva je otkazana, što je oružje učinilo neupotrebljivim, pa je mornarica prenamijenila brodove za površinsko ratovanje. Počevši od 2023. mornarica će ukloniti AGS s brodova i zamijeniti ih hipersoničnim projektilima.
Iako su klasificirani kao razarači, puno su veći od bilo kojih drugih aktivnih razarača ili krstarica u američkoj mornarici. Prepoznatljiv izgled plovila proizlazi iz zahtjeva dizajna za niskim radarskim udarnim presjekom (RCS). Klasa Zumwalt ima oblik trupa koji probija valove, čije se stranice naginju prema unutra iznad vodene linije, dramatično smanjujući RCS vraćanjem mnogo manje energije od konvencionalnog oblika trupa. Izgled se uspoređuje s izgledom povijesnog USS Monitora i njegovog poznatog antagonista CSS Virginia.
Glavni brod nazvan je Zumwalt po admiralu Elmou Zumwaltu i nosi broj trupa DDG-1000. Izvorno su bila planirana 32 broda, s 9,6 milijardi dolara troškova istraživanja i razvoja za klasu. Kako su troškovi premašili procjene, količina je smanjena na 24, zatim na 7 i na kraju na 3. Ovo je značajno povećalo trošak po brodu na 4,24 milijarde dolara (7,5 milijardi dolara uključujući troškove istraživanja i razvoja). U srpnju 2008. mornarica je zatražila od Kongresa da prestane s nabavom Zumwalta i vrati se na izgradnju više razarača Arleigh Burke. U travnju 2016. ukupni trošak programa iznosio je 22,5 milijarde dolara.

## Dizajn

### Stealth
Unatoč tome što je 40 % veći od razarača klase Arleigh Burke, radarski presjek (RCS) sličniji je onom ribarskog broda. Trup i kompozitna palubna kućica smanjuju odziv radara, a fasetirana građa čini ga "50 puta težim za uočavanje na radaru od običnog razarača". Akustični potpis usporediv je s onim podmornica u klasi iz Los Angeles. 
Kompozitna palubna kućica obuhvaća mnoge senzore i elektroniku. Godine 2008. Defense News izvijestio je da je bilo problema s brtvljenjem kompozitnih građevinskih ploča na ovom području, Northrop Grumman je to negirao.

### Periferni sustav vertikalnog lansiranja
Periferni sustav vertikalnog lansiranja Mk 57  (PVLS, Peripheral Vertical Launch System) pokušaj je izbjegavanja upada u središnji prostor trupa čime se smanjuje rizik od gubitka cijele raketne baterije ili broda u eksploziji spremnika. Sustav se sastoji od skupina ćelija vertikalnog lansirnog sustava raspoređenih oko vanjske oplate broda, s tankom čeličnom vanjskom oplatom i debelom unutarnjom oplatom. Dizajn usmjerava snagu svake eksplozije prema van, a ne u brod.

### Radar
Primarni radar u X-pojasu, AN/SPY-3, radar je s aktivnim elektroničkim skeniranjem i spojen je s Lockheed Martinovim S-pojasnim radarom za volumensko pretraživanje AN/SPY-4. Raytheonov višenamjenski radar SPY-3 u X-pojasu (MFR) nudi vrhunske performanse na srednjim i velikim nadmorskim visinama, a njegove uske zrake daju izvrsnu sposobnost fokusiranja na ciljeve. SPY-3 će biti primarni radar koji će se koristiti za raketne napade.

### Sonar
Za otkrivanje mina i podmornica koristi se dvopojasni sonar kojim upravlja visokoautomatiziran računalni sustav. Tvrdi se da je bolji od sonara klase Arleigh Burke u priobalnom području, ali manje učinkovit u područjima plave vode/dubokog mora.

### Pogonski i energetski sustav
Brodovi koriste integrirani sustav napajanja (IPS), modernu verziju turboelektričnog pogonskog sustava. IPS je dvostruki sustav, pri čemu se svaka polovica sastoji od plinske turbine izravno spojene na električni generator, koji daje snagu za električni motor koji pokreće propelersko vratilo. Sustav je "integriran" jer turbogeneratori daju električnu energiju svim brodskim sustavima, a ne samo pogonskim motorima. Sustav daje više raspoložive električne energije nego što je dostupno na drugim vrstama brodova.
DDX je predložio korištenje motora s trajnim magnetima (PMM, permanent magnet motor) unutar trupa, što je napušteno u korist konvencionalnijeg indukcijskog motora.  PMM se smatrao još jednim tehnološkim skokom i bio je, uz radarski sustav, razlog zabrinutosti Kongresa.  Kao dio faze projektiranja Northrop Grumman je dizajnirao i proizveo s DRS Technologies najveći motor s permanentnim magnetom na svijetu. Ovaj prijedlog je odbačen kada PMM motor nije na vrijeme bio spreman za ugradnju.
Električnu energiju osiguravaju dvije plinske turbine Rolls-Royce MT30 (svaka snage 35,4 MW) koje pokreću električne generatore Curtiss-Wright.

### Automatizacija i protupožarna zaštita
Automatizacija je smanjila veličinu posade na ovim brodovima, pa je posada razarača klase Zumwalt 130 manje od polovine posade sličnih ratnih brodova.  Manje posade smanjuje značajnu komponentu operativnih troškova. Streljivo, hrana i ostale zalihe nalaze se u spremnicima koji se mogu pospremiti pomoću automatiziranog sustava za rukovanje teretom. 
Sustavi s raspršivanjem vode ili vodene maglice za protupožarnu zaštitu predloženi su za postavljanje u razarače klase Zumwalt, ali elektronički prostori ostaju problematični dizajnerima. Sustavi s halonom/dušikom poželjni su, ali ne rade kada je prostor ugrožen probojem trupa.

### Računalna mreža
Total Ship Computing Environment Infrastructure (TSCEI) temelji se na računalima PPC7A i PPC7D s jednom pločom od General Electric Fanuc Embedded Systems  koja pokreću LynuxWorksov LynxOS RTOS. Oni su sadržani u 16 elektroničkih modularnih kućišta zaštićenih od udara, vibracija i elektromagnetskog zračenja. Zumwalt nosi 16 unaprijed sastavljenih IBM-ovih blade poslužitelja. Mreža omogućuje besprijekornu integraciju svih sustava na brodu, npr. spajanje senzora i olakšavanje operacija i planiranje misije.

### Kapacitet projektila
Prvobitni dizajn DD-21 trebao je primiti između 117 i 128 ćelija vertikalnog lansirnog sustava. Konačni dizajn DDG-1000 ima samo 80 ćelija. Zumwalt koristi ćelije Mk 57 Peripheral Vertical Launching System (PVLS) koje su veće od ćelija Mk 41 koje se nalaze na većini američkih razarača.
Pojedina ćelija VLS-a može biti četverostruko opremljena s RIM-162 Evolved Sea Sparrow raketama (ESSM). To daje maksimalno teoretsko opterećenje od 320 ESSM projektila. ESSM se smatra lokalnim obrambenim oružjem koje se općenito ne koristi za obranu područja za flotu.
Razarač klase Zumwalt nema borbeni sustav Aegis. Umjesto toga koristi integrirani sustav misije zvan Total Ship Computing Environment Infrastructure (TSCEI) koji je jedinstven u klasi. 